# Ian Abercrombie
Ian Abercrombie (* 11. September 1934 in Grays, Essex; † 26. Januar 2012 in Los Angeles, Kalifornien) war ein britischer Schauspieler.

## Leben
Ian Abercrombie wurde in eine britische Familie der Arbeiterklasse geboren und interessierte sich schon früh für Schauspielerei. Als Kind trat er als Stepptänzer auf. Anschließend war er in London zu sehen, aber auch in Ländern wie den Niederlanden, Irland oder Schottland. 1951, im Alter von siebzehn Jahren, wanderte er in die Vereinigten Staaten aus und hatte eine seiner frühen Theaterrollen 1955 in einer Produktion von Stalag 17 am 48th Street Theater in New York City mit Jason Robards und Roddy McDowall.
1957 wurde Abercrombie von der US-Armee eingezogen und nach Deutschland versetzt. Zurück in den USA begann er neben seiner Tätigkeit am Theater eine Karriere als Film- und Fernsehdarsteller. Seinen ersten Auftritt hatte er 1965 in der Fernsehserie General Hospital. Es folgten Rollen in den Serien Armus Burke (1965) und Polizeibericht (1969). Außerdem war er in Barnaby Jones (1973), The Life and Times of Eddie Roberts (1980), California Clan (1984–1985) und Twin Peaks (1990) zu sehen. Während er am Theater auch Hauptrollen spielte, war er vor der Kamera überwiegend in kleineren Rollen zu sehen. Häufig spielte er dabei langweilig erscheinende Figuren der Oberschicht, auch oft mit englischem Hintergrund.
In den 1990er-Jahren wurde er einem breiteren Publikum durch seine wiederkehrenden Rollen als Butler Alfred Pennyworth in der Comicverfilmung Birds of Prey und als exzentrischer Vorgesetzter Mr. Pitt in Seinfeld bekannt. Weitere wiederkehrende Rollen hatte er als Butler Rupert Cavanaugh in der Serie Desperate Housewives und als Professor Crumbs, eine Parodie auf Albus Dumbledore, in Die Zauberer vom Waverly Place. Abercrombie lieh seine Stimme darüber hinaus Figuren in den animierten Serien Star Wars: The Clone Wars (2008–2013) und Green Lantern: The Animated Series (2011–2013). Neben zahlreichen Fernsehrollen spielte er unter anderem in den Kinofilmen Armee der Finsternis (1992), Vergessene Welt: Jurassic Park (1997), Mäusejagd (1997), Wild Wild West (1999), Garfield 2 (2006) und Inland Empire (2006) mit.
Abercrombie starb im Alter von 77 Jahren im Cedars-Sinai Medical Center in Los Angeles an Nierenversagen. Er war Mitgründer und Mitglied der British Academy of Film and Television Arts und Mitglied der Actor’s Fund of America.

## Filmografie (Auswahl)
- 1965: Colonel von Ryans Express (Von Ryan’s Express)
- 1969: Nur Pferden gibt man den Gnadenschuß (They Shoot Horses, Don’t They?)
- 1970: Sole Survivor (Fernsehfilm)
- 1970: Verflucht bis zum jüngsten Tag (The Molly Maguires)
- 1972: Columbo: Alter schützt vor Torheit nicht (Dagger of the Mind, Fernsehreihe)
- 1973: Barnaby Jones (Fernsehserie, 2 Folgen)
- 1974: Frankenstein Junior (Young Frankenstein)
- 1975: Insel am Ende der Welt (The Island at the Top of the World)
- 1977: Der Sechs-Millionen-Dollar-Mann (The Six Million Dollar Man, Fernsehserie, 2 Folgen)
- 1978: Mae Wests Sextette (Sextette)
- 1978: Kampfstern Galactica (Battlestar Galactica, Fernsehserie, eine Folge)
- 1979: Der Gefangene von Zenda (The Prisoner of Zenda)
- 1980: The Happy Hooker Goes Hollywood
- 1981: Quincy (Quincy, M. E., Fernsehserie, eine Folge)
- 1984: Krieg der Eispiraten (The Ice Pirates)
- 1984–1985: California Clan (Santa Barbara, Fernsehserie, 15 Folgen)
- 1984–1988: Der Denver-Clan (Dynasty, Fernsehserie, 3 Folgen)
- 1986: Club Sandwich (Last Resort)
- 1986: Feuerwalze (Firewalker)
- 1986–1987: Falcon Crest (Fernsehserie, 2 Folgen)
- 1987: Mord ist ihr Hobby (Murder, She Wrote, Fernsehserie, eine Folge)
- 1988: Feuersturm und Asche (Fernseh-Miniserie, eine Folge)
- 1989: Warlock – Satans Sohn (Warlock)
- 1989: Alf (Fernsehserie, eine Folge)
- 1989: 21 Jump Street – Tatort Klassenzimmer (21 Jump Street, Fernsehserie, eine Folge)
- 1990: Twin Peaks (Fernsehserie, 1 Folge)
- 1991: Geschichten aus der Gruft (Tales from the Crypt, Fernsehserie, Folge 2x02)
- 1991: Zandalee – Das sechste Gebot (Zandalee)
- 1992: Der Reporter (The Public Eye)
- 1992: Armee der Finsternis (Army of Darkness)
- 1993: Die Addams Family in verrückter Tradition (Addams Family Values)
- 1994: Blackout – Ein Detektiv sucht sich selbst (Clean Slate)
- 1994–1998: Seinfeld (Fernsehserie, 7 Folgen)
- 1994: Test Tube Teens from the Year 2000
- 1996: Schmerzen der Schönheit (A Face to Die For; Fernsehfilm)
- 1997: Vergessene Welt: Jurassic Park (The Lost World: Jurassic Park)
- 1997: Mäusejagd (MouseHunt)
- 1998: Buffy – Im Bann der Dämonen (Buffy the Vampire Slayer, Fernsehserie, eine Folge)
- 1999: Wild Wild West
- 1999–2000: Star Trek: Raumschiff Voyager (Star Trek: Voyager, Fernsehserie, 2 Folgen)
- 2000: Jack Frost 2 – Die Rache des Killerschneemanns (Jack Frost 2: Revenge of the Mutant Killer Snowman)
- 2002: ChromiumBlue.com (Fernsehserie, 13 Folgen)
- 2002–2003: Birds of Prey (Fernsehserie, 13 Folgen)
- 2004: Charmed – Zauberhafte Hexen (Charmed, Fernsehserie, eine Folge)
- 2005: The L.A. Riot Spectacular
- 2006: Garfield 2 (Garfield: A Tail of Two Kitties)
- 2006: Inland Empire
- 2006: Desperate Housewives (Fernsehserie, eine Folge)
- 2007: Trust Me
- 2008: How I Met Your Mother (Fernsehserie, eine Folge)
- 2008–2012: Die Zauberer vom Waverly Place (Wizards of Waverly Place, Fernsehserie, 10 Folgen)
- 2008–2014: Star Wars: The Clone Wars (Fernsehserie, 29 Folgen, Stimme)
- 2011: Rango (Stimme)